# اولانتشاب
اولانتشاب (بالصينية: 乌兰察布市 )‏ هي مدينة على مستوى محافظة، في جمهورية الصين الشعبية، تتبع منغوليا الداخلية، تبلغ مساحتها 54,491 كيلومتر مربع، رمزها البريدي هو 012000.

## المناخ
يظهر الجدول التالي التغييرات المناخية على مدار السنة لاولانتشاب:
| البيانات المناخية لـاولانتشاب      | البيانات المناخية لـاولانتشاب | البيانات المناخية لـاولانتشاب | البيانات المناخية لـاولانتشاب | البيانات المناخية لـاولانتشاب | البيانات المناخية لـاولانتشاب | البيانات المناخية لـاولانتشاب | البيانات المناخية لـاولانتشاب | البيانات المناخية لـاولانتشاب | البيانات المناخية لـاولانتشاب | البيانات المناخية لـاولانتشاب | البيانات المناخية لـاولانتشاب | البيانات المناخية لـاولانتشاب | البيانات المناخية لـاولانتشاب |
| الشهر                              | يناير                         | فبراير                        | مارس                          | أبريل                         | مايو                          | يونيو                         | يوليو                         | أغسطس                         | سبتمبر                        | أكتوبر                        | نوفمبر                        | ديسمبر                        | المعدل السنوي                 |
| ---------------------------------- | ----------------------------- | ----------------------------- | ----------------------------- | ----------------------------- | ----------------------------- | ----------------------------- | ----------------------------- | ----------------------------- | ----------------------------- | ----------------------------- | ----------------------------- | ----------------------------- | ----------------------------- |
| الدرجة القصوى °م (°ف)              | 8.0 (46.4)                    | 13.1 (55.6)                   | 18.2 (64.8)                   | 30.1 (86.2)                   | 31.9 (89.4)                   | 32.4 (90.3)                   | 33.6 (92.5)                   | 32.5 (90.5)                   | 32.4 (90.3)                   | 24.6 (76.3)                   | 18.3 (64.9)                   | 8.3 (46.9)                    | 33.6 (92.5)                   |
| متوسط درجة الحرارة الكبرى °م (°ف)  | −6.1 (21.0)                   | −2.4 (27.7)                   | 4.0 (39.2)                    | 13.1 (55.6)                   | 20.0 (68.0)                   | 24.0 (75.2)                   | 25.4 (77.7)                   | 23.7 (74.7)                   | 18.8 (65.8)                   | 12.1 (53.8)                   | 2.7 (36.9)                    | −4.1 (24.6)                   | 10.9 (51.7)                   |
| المتوسط اليومي °م (°ف)             | −13.0 (8.6)                   | −9.7 (14.5)                   | −2.8 (27.0)                   | 5.9 (42.6)                    | 13.2 (55.8)                   | 17.7 (63.9)                   | 19.5 (67.1)                   | 17.6 (63.7)                   | 12.1 (53.8)                   | 5.0 (41.0)                    | −3.9 (25.0)                   | −10.6 (12.9)                  | 4.3 (39.7)                    |
| متوسط درجة الحرارة الصغرى °م (°ف)  | −18.5 (−1.3)                  | −15.6 (3.9)                   | −9.1 (15.6)                   | −1.1 (30.0)                   | 5.7 (42.3)                    | 10.7 (51.3)                   | 13.6 (56.5)                   | 11.9 (53.4)                   | 5.8 (42.4)                    | −1.0 (30.2)                   | −9.1 (15.6)                   | −15.8 (3.6)                   | −1.9 (28.6)                   |
| أدنى درجة حرارة °م (°ف)            | −32.4 (−26.3)                 | −30.6 (−23.1)                 | −24.3 (−11.7)                 | −14.5 (5.9)                   | −6.0 (21.2)                   | −0.1 (31.8)                   | 6.9 (44.4)                    | 0.0 (32.0)                    | −6.5 (20.3)                   | −14.5 (5.9)                   | −27.8 (−18.0)                 | −31.6 (−24.9)                 | −32.4 (−26.3)                 |
| الهطول مم (إنش)                    | 1.8 (0.07)                    | 3.6 (0.14)                    | 6.8 (0.27)                    | 15.0 (0.59)                   | 26.4 (1.04)                   | 56.9 (2.24)                   | 98.5 (3.88)                   | 93.8 (3.69)                   | 39.9 (1.57)                   | 14.8 (0.58)                   | 4.9 (0.19)                    | 1.5 (0.06)                    | 363.9 (14.32)                 |
| متوسط أيام هطول الأمطار (≥ 0.1 mm) | 2.0                           | 2.8                           | 4.1                           | 4.4                           | 6.1                           | 11.0                          | 14.7                          | 13.5                          | 9.0                           | 4.7                           | 2.5                           | 2.1                           | 76.9                          |
| المصدر: Weather China              |                               |                               |                               |                               |                               |                               |                               |                               |                               |                               |                               |                               |                               |

## التقسيمات الإدارية
- Jining District [الإنجليزية]‏
- Zhuozi County [الإنجليزية]‏
- Huade County [الإنجليزية]‏
- Shangdu County [الإنجليزية]‏
- Xinghe County [الإنجليزية]‏
- Liangcheng County [الإنجليزية]‏
- Qahar Right Front Banner [الإنجليزية]‏
- Qahar Right Middle Banner [الإنجليزية]‏
- Qahar Right Rear Banner [الإنجليزية]‏
- Dorbod Banner [الإنجليزية]‏
- فينغجين.

## توأمة
لاولانتشاب اتفاقيات توأمة مع:
- أولان-أودي (2018 - )[5]